# Suzanne Ferrière
Suzanne Ferrière (* 22. März 1886 als Anne Suzanne Ferrière, bekannt auch als «Lili» Ferrière, in Genf; †  13. März 1970 ebenda) war eine Schweizer Musikpädagogin und humanitäre Aktivistin aus einer prominenten Genfer Familie.
Nach einer Ausbildung zur rhythmischen Erzieherin trat Ferrière in die Dienste des Internationalen Komitees vom Roten Kreuz (IKRK). 1925 wurde sie in dessen Versammlung gewählt und war damit erst das dritte weibliche Mitglied des IKRK-Leitungsgremiums in dessen Geschichte. Durch ihr Engagement trug sie dazu bei, der Gleichberechtigung der Geschlechter in der Organisation – die ihrerseits historisch eine Pionierin des humanitären Völkerrechts ist – den Weg zu ebnen.
Darüber hinaus spielte sie eine entscheidende Rolle bei der Gründung des internationalen Save-the-Children-Fonds und des International Migration Service.
Während der nationalsozialistischen Terrorherrschaft in Deutschland und insbesondere während des Zweiten Weltkrieges wurde Ferrière als Expertin für internierte Zivilisten zu einer wichtigsten Stimmen, die sich innerhalb der IKRK-Führung für eine entschiedene Haltung gegenüber dem NS-Regime und schließlich für eine öffentliche Verurteilung von dessen System der Konzentrations- und Vernichtungslager einsetzten.

## Leben

### Familiärer Hintergrund und Ausbildung

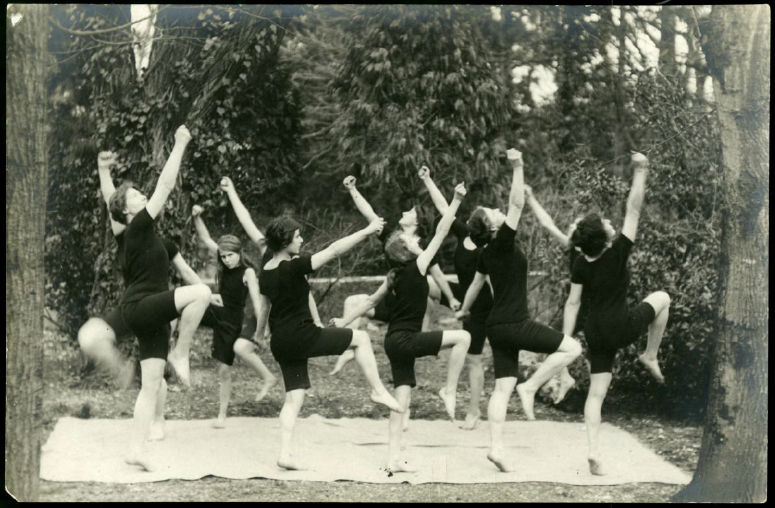
Ferrière in einer Eurhythmik-Gruppe 1910, fotografiert von Frédéric Boissonnas

Die Familie Ferrière stammte offenbar aus der Normandie und zog um 1700 nach Besançon im Osten von Frankreich, am Fuße des Juragebirges und an der Grenze zur Schweiz. Von dort siedelte sie rund vierzig Jahre später in die Republik und den Kanton Genf über. Da es in der Familie traditionell viele protestantische Pastoren gab, erscheint es plausibel, dass sie vor staatlichen Repressionen flüchtete. Diese verstärkten sich, als Ludwig XIV. 1685 das Edikt von Nantes aufhob, das den Hugenotten seit 1598 religiöse Toleranz und Bürgerrechte gewährt hatte. 1781 erhielt die Familie das Genfer Bürgerrecht.

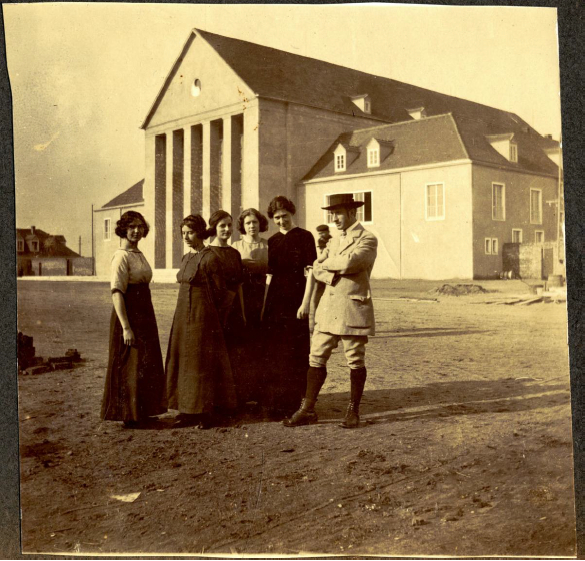
Ferrière in Hellerau (2. von rechts)

Suzanne Ferrières Vater Louis (1842–1928) war ebenfalls Pastor. Er unterstützte die philanthropische Union nationale évangélique und die Bewegung für ein soziales Christentum. Am 11. September 1883 heiratete er Hedwig Marie Therese Faber (1859–1928), die aus Wien stammte. Ihre ältere Schwester Adolphine (1853–1932) hatte fünf Jahre zuvor Louis Ferrières jüngerem Bruder, den Arzt Frédéric Ferrière (1848–1924), geheiratet. Suzanne war das zweitälteste von fünf Kindern. Sie hatte zwei Brüder und zwei Schwestern: Jean Auguste (1884–1968), Louis Emmanuel (1887–1963), Marguerite Louise Hedwige (1890–1984) und Juliette Jeanne Adolphine (1895–1970). Anne Suzanne war offensichtlich nach ihren Großtanten Anna (1803–1890) und Suzanne Ferrière (1806–1883) benannt, die beide Lehrerinnen waren. Sie wohnte ihr Leben lang in Florissant-Quartier, das zum wohlhabenden Genfer Stadtteil Champel gehört. Dort residierte die Familie traditionell auf einem Gelände, das heute den Parc Contamines bildet. 1904 machte sie ihren Schulabschluss in Genfs Ecole secondaire et supérieure des jeunes filles.
In den 1900er Jahren studierte Suzanne Ferrière bei dem Schweizer Komponisten Émile Jaques-Dalcroze, der als Theorielehrer für Harmonielehre seit 1892 am Genfer Konservatorium unterrichtete. In seinen dortigen Solfège-Kursen testete er viele seiner einflussreichen und revolutionary Erziehungsideen. 1910 verließ er jedoch Genf und gründete seine eigene Akademie in Hellerau bei Dresden, wo es viele herausragende Vertreter des modernen Tanzes des 20. Jahrhunderts hinzog. Suzanne Ferrière war eine von 46 Studierenden, die Jaques-Dalcroze aus Genf in das eigens nach seinen Vorstellungen erbaute Festspielhaus folgten. Im Juli 1913 erwarb sie dort ihr Diplom und begann sogleich damit, selber als Lehrerin in der Akademie zu unterrichten. In ihrer Klasse entwickelte sie eine eigene Variante der Eurhythmk, die von Tanzelementen inspiriert war und als exercices de plastique animée bekannt wurde.
Im Mai 1914 war Ferrière die Co-Regisseurin einer rhythmischen Aufführung in der großen Eingangshalle des Genfer Musée d’art et d’histoire (MAH) während der Feierlichkeiten zum hundertjährigen Jubiläum des Beitritt von Stadt und Kanton zur Schweizerischen Eidgenossenschaft beim Wiener Kongress.

### Erster Weltkrieg
Kurz nach dem Ausbruch des Ersten Weltkrieges im Juli 1914 gründete das IKRK unter seinem Präsident Gustave Ador die Internationale Zentralstelle für Kriegsgefangene (IPWA), um das Schicksal und den Aufenthalt von Kriegsgefangenen nachzuverfolgen und den Kontakt mit ihren Familien wiederherzustellen. Der österreichische Schriftsteller und Pazifist Stefan Zweig schilderte die Lage am Genfer Hauptsitz des IKRK wie folgt: 
«Kaum daß die ersten Schlachten geschlagen sind, gellen schon die Schreie der Angst aus allen Ländern in die Schweiz hinüber. Die Tausende, denen Botschaft von ihren Gatten, Vätern und Söhnen auf den Schlachtfeldern fehlt, breiten verzweifelt die Arme ins Leere: Hunderte, Tausende, Zehntausende von Briefen und Telegrammen prasseln nieder in das kleine Haus des Roten Kreuzes in Genf, die einzige internationale Bindungsstätte der Nationen. Wie Sturmvögel kamen die ersten Anfragen nach Vermißten, dann wurde es selbst ein Sturm, ein Meer: in dicken Säcken schleppten die Boten die Tausende und Abertausende geschriebener Angstrufe herein. Und nichts war solchem Dammbruch des irdischen Elends bereitet: das Rote Kreuz hatte keine Räume, keine Organisation, kein System und vor allem keine Helfer.»
Bereits am Ende des Jahres arbeiteten rund 1.200 Freiwillige in den Räumlichkeiten des Genfer Kunstmuseums Musée Rath, darunter als einer der ersten der französische Schriftsteller und Pazifist Romain Rolland. Als er den Nobelpreis für Literatur für 1915 erhielt, spendete er die Hälfte des Preisgeldes an die Zentralstelle.
Die meisten der Freiwilligen waren indessen junge Frauen. Einige von ihnen – etwa Marguerite Cramer und Marguerite van Berchem – stammten aus prominenten Genfer Patrizierfamilien und kamen zur IPWA durch männliche Verwandte, die hohe Positionen im bis dahin noch ausschließlich von Männern geführten IKRK innehatten. Zu dieser Gruppe gehörte auch Suzanne Ferrière, deren Onkel Frédéric Ferrière bereits seit 1884 Mitglied des IKRK war.
Das Mandat der Zentralstelle basierte auf einem Beschluss (Resolution VI) der 9. Internationalen Konferenz der Rotkreuzbewegung, die 1912 in Washington D.C. stattgefunden hatte, und war demnach auf Militärangehörige begrenzt. Frédéric Ferrière, den Stefan Zweig «die Seele des Ganzen» nannte, setzte sich jedoch über diese Beschränkung wie auch über die Widerstände innerhalb des Komitees hinweg, indem er eine Sektion für Zivilpersonen gründete. Diese wurde bald gemeinhin mit dem IKRK assoziiert und trug so erheblich zu dessen gutem Ruf bei.
Entsprechend groß war der Anteil der Sektion für Zivilpersonen an dem ersten Friedensnobelpreis, den das IKRK 1917 zugesprochen bekam (der IKRK-Gründer Henry Dunant, der wegen seines Privatinsolvenz von seinem Mitbegründer Gustave Moynier ausgebootet worden war, hatte den erstmals verliehenen Friedensnobelpreis 1901 als Einzelperson erhalten). Es war der einzige, den das Norwegische Nobelkomitee während des Krieges vergab.
Suzanne Ferrière hatte insofern zu der Ehrung beigetragen, als dass sie bis 1915 in der IPWA unter der Leitung ihres Onkels mitarbeitete. Dann allerdings gab sie diese Tätigkeit auf und folgte dem Ruf von Émile Jaques-Dalcroze, der sie in die USA schickte. In New York gründete sie noch im gleichen Jahr die Dalcroze School of Music und wurde ihre erste Direktorin.

### Zwischen den Weltkriegen

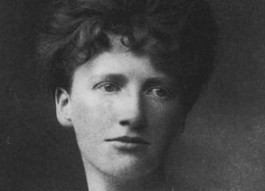
Eglantyne Jebb um 1920

Nach ihrer Rückkehr in die Schweiz im Jahr 1918 engagierte sich Ferrière in der IKRK-Abteilung für Hilfsoperationen und kam dadurch alsbald in Kontakt mit Eglantyne Jebb (1876–1928). Die britische Kinderrechts-Aktivistin gründete unmittelbar nach Kriegsende den Save-the-Children-Fonds (SCF), um Hilfsprogramme für die unter den Kriegsfolgen leidenden Kinder im ehemaligen Österreich-Ungarn und auf dem Balkan aufzubauen.

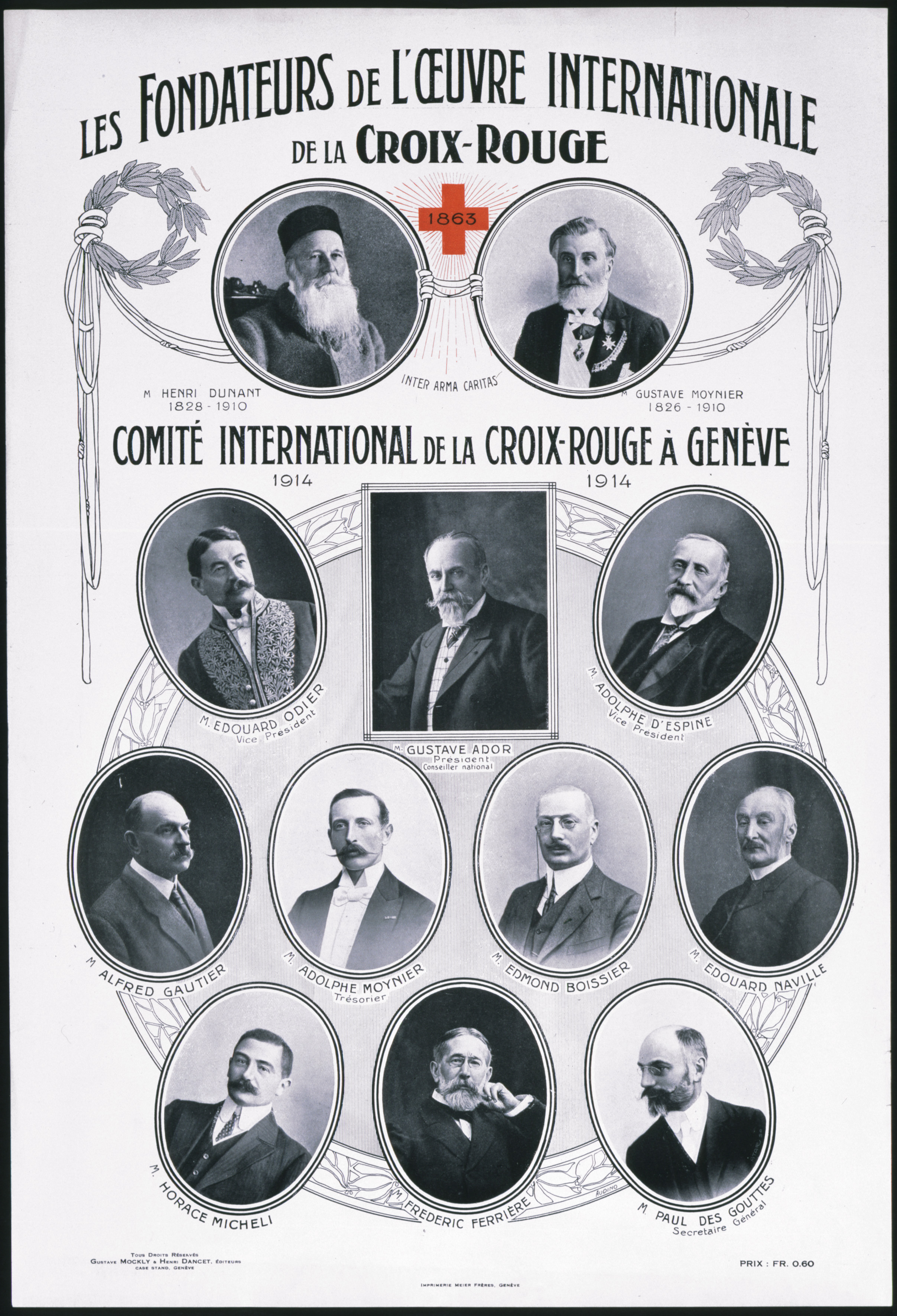
Männergesellschaft: die Gründer des IKRK in einer Collage von 1914, einschließlich Suzanne Ferrières Onkel Frederic (Mitte, unten) und Marguerite Cramers Onkel Horace Micheli (unten links)

Im September 1919 arrangierte Ferrière ein Treffen zwischen ihrem Onkel Frédéric, der mittlerweile Vizepräsident des IKRK war, und Jebb. Diese erklärte ihm ihr Anliegen, eine neutrale internationale Institution für die Kinderfürsorge zu etablieren. Kurz darauf unternahm das IKRK auf Frédéric Ferrieres Drängen hin drei ungewöhnliche Schritte: es bot dem SCF seine Schirmherrschaft an und erklärte sich einverstanden, Hilfsgelder im Namen des SCF einzuwerben, aber diesem zugleich volle Unabhängigkeit bei seinen Appellen und der Verteilung der Mittel zuzugestehen. Diese Schirmherrschaft ermöglichte es Jebb, eine Art internationaler Zentralagentur zu gründen, die sie Save the Children Fund International Union (SCIU) nannte.
Darüber hinaus arbeitete Suzanne Ferrière mit Jebb zusammen, um die Internationale Union für Kinderfürsorge (International Union for Child Welfare – IUCW) zu gründen, deren stellvertretende Generalsekretärin sie wurde. Beide Frauen entwickelten solch eine enge Beziehung, dass Jebb von Ferrière als ihrer „internationalen Schwester“ sprach.

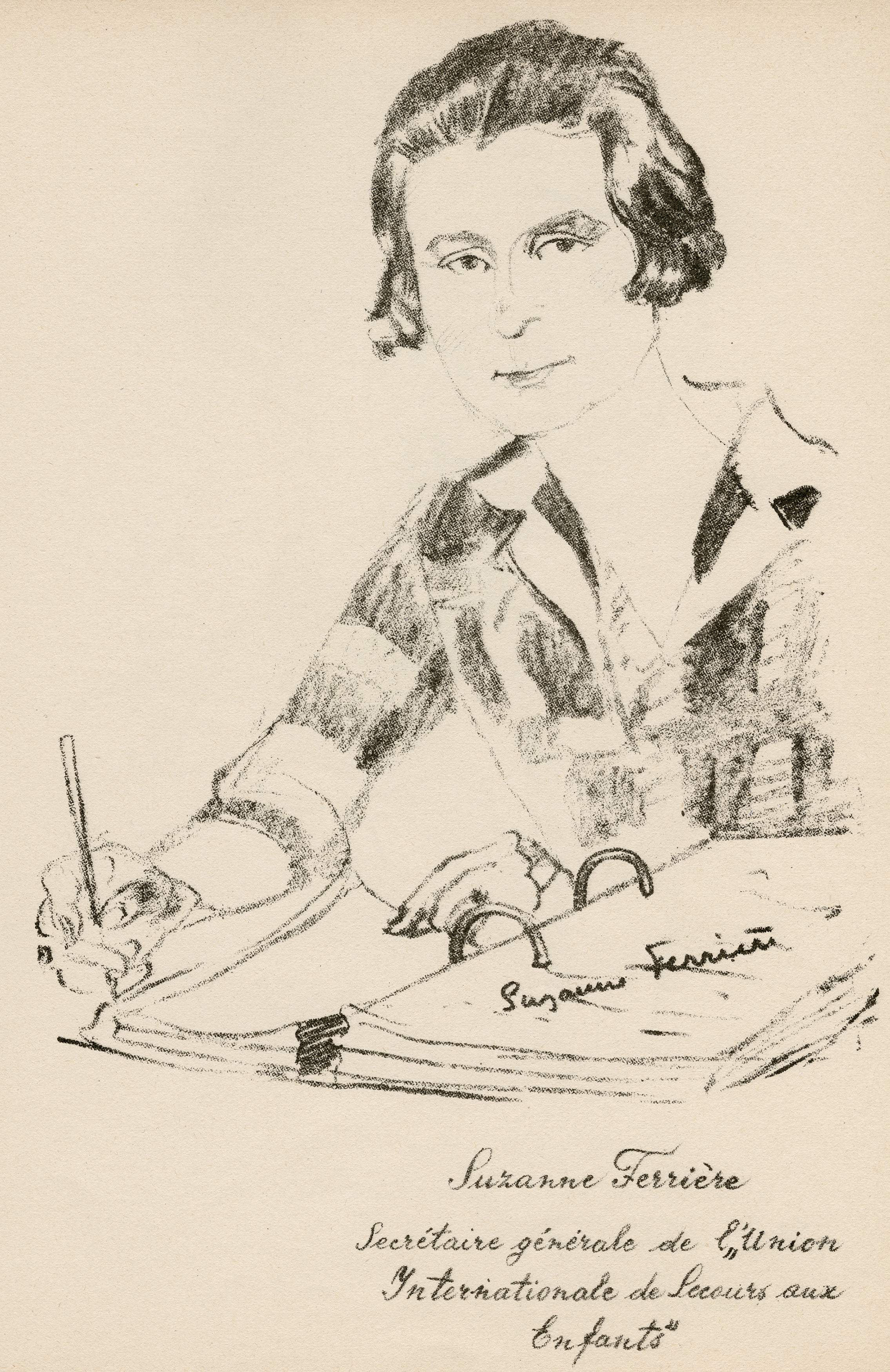
Suzanne Ferrière, gezeichnet von Oscar Lázár, veröffentlicht 1925

1920 spielte Ferrière abermals eine Schlüsselrolle, als die Young Women’s Christian Association den International Migration Service (IMS) – der sich später in International Social Service (ISS) umbenannte – als ein Netzwerk sozial Agenturen gründete, um migrantischen Frauen und Kindern zu helfen. Der IMS erlangte 1924 seinen Status als eine internationale Nichtregierungsorganisation (INGO) und verlegte seinen Hauptsitz im darauf folgenden Jahr von London nach Genf. Er hat seitdem eine Präsenz in über 120 Ländern aufgebaut. Ferrière wurde seine Generalsekretärin und setzte sich insbesondere für ein internationales sozio-juristischen Rahmen ein, um Familien über Grenzen hinweg zusammenzuführen.
In ihrer Eigenschaft als führende Vertreterin IUCW, IMS und schließlich auch IKRK führte Ferrière im Laufe der 1920er Jahre eine Reihe von Missionen im Ausland durch:
So reiste sie im Januar und Februar 1921 als stellvertretende Generalsekretärin der IUCW nach Skandinavien. Im gleichen Kontext machte sie sich ein Jahr später in Moskau und Saratow ein eigenes Bild von der verheerenden Hungersnot, die in Teilen Russland herrschte. Vom September bis zum Dezember 1922 nahm sie dazu auch die Verhältnisse in der Ukraine in Augenschein. Im April 1923 besuchte sie das seit 1921 unter französischer und belgischer Okkupation stehende Ruhrgebiet.
Vom Dezember 1923 an unternahm Ferrière als IKRK-Delegierte eine zehnmonatige Tour durch Lateinamerika zu den dort neu gegründeten Nationalen Rotkreuzgesellschaften. Dabei überquerte sie die Anden auf einem Esel. Die Reise führte sie von Brasilien nach Argentinien, Uruguay, Chile, Bolivien, Peru, Ecuador, Kolumbien, Panama und schließlich Venezuela. Als wichtigstes Ergebnis hob sie die soziale Verantwortung hervor, welche die Frauen übernahmen.
Im August 1925 wurde Ferrière als Nachfolgerin ihres im Vorjahr verstorbenen Onkels Frédéric Ferrière zum Mitglied des IKRK gewählt. Sie war damit erst die dritte Frau, die überhaupt jemals in das Leitungsgremium der Organisation aufgenommen wurde. Marguerite Cramer war mit ihrer Wahl 1919 das erste weibliche Mitglied in der Geschichte des IKRK gewesen, über ein halbes Jahrhundert nach dessen Gründung. Nach ihrer Heirat und wegen ihres damit verbundenen Umzuges nach Deutschland trat sie allerdings Ende 1922 zurück, woraufhin ihr die Krankenschwester und  Frauenrechtlerin Pauline Chaponnière-Chaix (1850–1934) als zweite Frau nachfolgte.
1926 wurde Ferrière darüber hinaus auch als Mitglied in den Allgemeinen Rat des Save the Children-Fonds gewählt. Sie behielt dieses Mandat bis 1937.
Im Mai 1929 bereiste Ferrière die französischen Mandatsgebiete Großlibanon und Syrien, um die Lage der Überlebenden des Völkermords an den Armeniern zu untersuchen, die neu aus der Türkei eintrafen.
Während der 1920er und 1930er Jahre ernannte Bundesrat Giuseppe Motta (1871–1940), der von 1920 bis zu seinem Tod das Politische Departement leitete und so zwei Jahrzehnte lang die Aussenpolitik der Schweiz entscheidend prägte, Ferrière mehrfach zum Mitglied der Delegation, die die Schweiz beim Völkerbund in Genf repräsentierte. Sie war ihr erstes weibliches Mitglied und diente als Expertin für soziale und humanitäre Angelegenheiten.
Eine besondere Beziehung pflegte Ferrière unterdessen zu Italien, wo sie über die Jahrzehnte viel Zeit für IKRK wie für die Kinderfürsorge verbrachte.
Als Adolf Hitler und seine Nationalsozialistische Deutsche Arbeiterpartei Anfang 1933 in Deutschland an die Macht kamen, sah sich das IKRK alsbald und immer dringlicher mit der Frage konfrontiert, wie es mit dem Unterdrückungsapparat der Nazis umgehen sollte. Suzanne Ferrière gehörte innerhalb der IKRK-Führung der Fraktion an, die sich entschieden für Interventionen zugunsten von politischen Gefangenen einsetzten. Ihr Bruder Louis Ferrière inspizierte 1934 die Haftbedingungen in einem Wiener Gefängnis im Auftrag des IKRK und schuf so einen Präzedenzfall, auf den sie in der Versammlung der IKRK-Mitglieder vom Februar 1935 hinwies. Einen Monat später wandelte das Komitee seine Arbeitsgruppe für Zivilpersonen, in der Ferrière und Marguerite Frick-Cramer Mitglieder waren, in eine für politische Gefangene um. Beide Frauen gehörten auch dem neuen Team an.
Als die IKRK-Führung im September des gleichen Jahres ihre Haltung zu dem nationalsozialistischen Unterdrückungsapparat wegen des bevorstehenden Besuches einer IKRK-Delegation diskutierte, drängten die beiden an dem Treffen teilnehmenden Frauen – Frick-Cramer und Suzanne Ferrière  – gegenüber ihren Kollegen darauf, das IKRK solle wenigstens alles dafür tun, den Familien der Inhaftierten Nachrichten zukommen zu lassen. Die Delegation unter Führung des Geschichtsprofessors Carl Jacob Burckhardt hielt dann allerdings nur eine „milde Kritik“ an den Nazi-Gastgebern fest.
Ende 1938 startete Ferrière eine Initiative für geflüchtete Juden in einer Reihe von Ländern, stieß dabei aber auf interne Widerstände. Im Februar 1939 besuchte sie die Tschechoslowakei in ihrer Eigenschaft als Generalsekretärin des IMS und unternahm daraufhin einen neuerlichen Versuch, sichere Zufluchtsorte zu finden, doch die IKRK-Spitze stellte sich ihren Empfehlungen abermals entgegen.

### Zweiter Weltkrieg
Kurz nach dem Beginn des Zweiten Weltkriegs gründete das IKRK die Zentralstelle für Kriegsgefangene. Sie war die Nachfolgerin der IPWA aus dem Ersten Weltkrieg und basierte auf der Genfer Convention von 1929. Suzanne Ferrière trat auch hier die Nachfolge ihres Onkels Frédéric Ferrière an und übernahm die Leitung der einst von ihm im Ersten Weltkrieg gegründeten Suchdienst-Abteilung für Zivilpersonen. Zugleich führte sie ein neues Nachrichtenübermittlungssystem für Familienangehörige ein.
Im Herbst 1941 informierte Ferrière in ihrer Eigenschaft als Vizepräsidentin des IMS das Britische Rote Kreuz darüber, dass die jüdische Auswanderung aus den von den Nazis besetzten Teilen Europas gestoppt worden war.
Ferrière galt als Mitglied der idealistischen und auf Zivilpersonen spezialisierten Fraktion innerhalb der IKRK-Führung. Zu ihr gehörten auch die Juristin Frick-Cramer, die 1939 nach siebzehn Jahren wieder als Mitglied in die IKRK-Versammlung zurückkehrte, und Lucie Odier, eine Expertin für Krankenpflege, die 1930 als dritte Frau in das IKRK-Leitungsgremium aufgenommen wurde. Sie büßten jedoch schrittweise an Einfluss gegenüber der Fraktion der „Pragmatiker“ ein. Diese Gruppe wurde von IKRK-Präsident Max Huber angeführt, der zugleich auch private Geschäfte in der Rüstungsindustrie betrieb.
Im Mai 1942 präsentierten Ferriére, Frick-Cramer und Alec Cramer, der ebenfalls IKRK-Mitglied war, dem Komitee ein Memorandum, in dem sie sich für verstärkte Unterstützung zugunsten der europäischen Juden einsetzten. In der Folge wertete das IKRK seine Arbeitsgruppe für Kriegsgefangene und inhaftierte Zivilpersonen auf, in der Ferrière die Zuständigkeit für nicht-inhaftierte Zivilpersonen erhielt. Spätestens im Herbst des gleichen Jahres erhielt die IKRK-Führung  – einschließlich Ferrière  – fundierte Berichte über die sogenannte Endlösung in Osteuropa, die systematische Ermordung der Juden. In der Vollversammlung des IKRK am 14. Oktober sprach sich eine Mehrheit der rund zwei Dutzend IKRK-Mitglieder, darunter Ferrière, für einen öffentlichen Protest als ultimative Intervention aus. Trotzdem lehnten Burckhardt – der 1944 Huber als IKRK-Präsident nachfolgte – und der Schweizer Bundespräsident Philipp Etter dieses Ansinnen entschieden ab.
Anfang 1943 unternahmen Ferrière und Odier eine dreimonatige Mission nach Nahost und Afrika, um die Bedingungen für dort internierte Zivilpersonen zu inspizieren, u. a. in Istanbul, Ankara, Kairo, Jerusalem, Beirut, Johannesburg, Salisbury und Nairobi.

Zugleich verlor Ferrière an Einfluss in der Organisation: als das Exekutivkomitee eine Spezialabteilung für Hilfen an internierte Zivilpersonen einrichtete, wurde sie trotz ihrer Expertise außen vor gelassen. Gleiches galt für ihre ebenfalls unbequemen Kolleginnen Frick-Cramer und Odier. Trotz der ambivalenten Rolle des IKRK erhielt es 1944 seinem zweiten Friedensnobelpreis nach 1917. Wie im Ersten Weltkrieg war dies der erste Preis überhaupt, den das das Nobelkomitee nach Kriegsbeginn vergab. Es steht außer Frage, dass Ferrière abermals ihren Beitrag zu dem geleistet hatte, was das Nobelkomitee würdigte, nämlich
«die großartige Arbeit, die das IKRK während des Krieges für die Menschheit leistete».

### Nach 1945
Noch 1945 gab Ferrière ihr Amt als Generalsekretärin des IMS auf, blieb aber auch in den folgenden Jahren als stellvertretende Direktorin in der Organisation aktiv. So reiste sie etwa in die USA, um dort Mittelakquisition zu betreiben. Im September 1951 trat sie aus Altersgründen als IKRK-Mitglied zurück und wurde daraufhin zum Ehrenmitglied ernannt. 1955 trat sie auch als Vize-Direktorin des IMS zurück, engagierte sich jedoch weiterhin als Beraterin für die Organisation.
1963 sprach das Nobelkomitee dem IKRK seinen dritten Friedensnobelpreis nach 1917 und 1944 zu. Es ist damit bis heute die einzige Organisation, die derart oft diese höchste Ehrung erhalten hat.

Als Ferrière im März 1970 wenige Tage vor ihrem 84. Geburtstag starb, ehrte der Nachruf in der Zeitschrift International Review of the Red Cross sie als
«eine warmherzige Frau, die ihr Leben ihren Mitmenschen gewidmet hatte, mit ruhigem Mut und beispielhafter Bescheidenheit.»